# Amphicnemis hoisen
Amphicnemis hoisen là một loài chuồn chuồn kim trong họ Coenagrionidae.
Amphicnemis hoisen được miêu tả khoa học năm 2010 bởi Dow, Choong & Ng.